# J-One
J-One est une chaîne de télévision payante francophone dont la programmation se consacre aux animés et à la culture asiatique, appartenant au groupe d'origine américaine Paramount Networks France. Elle est lancée le 4 octobre 2013.

## Histoire
Le lancement de J-One a lieu le 4 octobre 2013 à 18 h 30, sur le bouquet payant français Canalsat ainsi que sur le réseau Numericable. 5 450 000 euros ont été déboursés pour ce lancement afin de répondre aux attentes du public français : la France étant le deuxième plus gros pays consommateur de mangas, le groupe américain Viacom voulait proposer des anime inédits disponibles légalement et directement après la diffusion au Japon. Depuis le 1er décembre 2013, J-One est diffusé à la Réunion sur le bouquet Zeop, et en Suisse sur le bouquet CanalSat Suisse. Le 13 décembre 2013, J-One lance son service de rattrapage pour revoir les programmes.
Une application mobile, disponible sur l'App Store et Google Play, a été créée en juillet 2013 et permettait de regarder en illimité les derniers épisodes de Naruto Shippuden et Hunter × Hunter en attendant le lancement de la chaine.
La chaîne est disponible sur l’ensemble des réseaux de SFR dès le 11 avril 2019.
Le 19 novembre 2019, les chaînes du groupe de Paramount Network France dont J-One, et les chaînes Nickelodeon ainsi que les chaînes MTV sont distribuées chez tous les opérateurs ADSL/Fibre, et sont diffusées depuis le 28 janvier 2020 chez Bouygues Telecom, ce qui marque la fin de l’exclusivité avec Canal+.
Le 28 novembre 2019, J-One est disponible sur Molotov TV dans le bouquet Extended.
Le 8 juillet 2020, la chaîne est disponible sur la TV d'Orange.

## Programmes
La programmation est composée de fictions et anime inédits ainsi que de la télé-réalité, des magazines, reportages touristiques et de la musique japonaise.

### Anime
La principale activité de la chaîne de télévision est la diffusion des séries télévisées d'animation japonaise en simulcast. Les épisodes sont diffusés en version originale sous-titré français (vostfr) quelques jours après leur diffusion au Japon à la suite d'un partenariat avec la plateforme VoD Anime Digital Network. La licence concernant ces œuvres est parfois d'un an[réf. souhaitée].
Le 12 novembre 2020, pour la première fois après plus de 7 ans, J-One diffuse un anime en clair à J+1 sur la chaîne de TV Asahi. Il s'agit d'un anime diffusé sur TV Asahi qui est Healin' Good Precure[réf. souhaitée], 2 mois avant l'accord de la diffusion d'un anime en clair opter pour la saison 2 de World Trigger sur TV Asahi. Auparavant, J-One ne diffusent que les animés en clair à J+1 sur les chaînes NHK G, NHK E, NTV, TBS, TV Tokyo, Fuji TV et Tokyo MX. La chaine a ainsi diffusé plusieurs animes en VOSTFR avant leur diffusion en VF sur Game One tels que Naruto Shippuden, Boruto: Naruto Next Generations,Fairy Tail, One Piece, One Punch Man, Kuroko's Basket, Black Clover, Hunter × Hunter, etc. Certains sont aussi  diffusés en VF sur la chaine comme Overlord  , No Game No Life,Fire Force Fruits Basket et Dr. Stone.
Comme la chaine Mangas, elle semble aussi être spécialisé dans la diffusion de séries cultes comme le cas de Berserk , Bakuman. , Shaolin Wuzang, Les Aventures de Sherlock Holmes , Yū Yū Hakusho, Cardcaptor Sakura. Certains sont déjà diffusés sur Game One comme Tiger et Bunny, Blue Dragon, Dragon Ball Z Kai , Redakai: Les conquérants du Kairu, Naruto et Fairy Tail.

### Magazines
La chaîne propose des magazines quotidiens sur l'actualité manga et anime ainsi que des talk-show hebdomadaires sur l'univers « pop culture manga », entre autres.

#### Émissions actuelles
- Asie Insolite
- Esprit Japon
- Japan in Motion
- MTV Unplugged Japan

#### Programmes disparus
- Asia Alarm : Cette émission présente une sélection des meilleurs spots de pub dans toute l’Asie.
- Musique 81[29]
- Nyûsu Show
- J-One Buzz
- J-One Story
- Japon Investigation
- Tokû Show[30]

### Télé Réalité
- Shibuhara Girls

### Émission Japonaise
- Challengers On Fire
- G-Wars
- New Japan Pro-Wrestling
- Unbeatable Banzuke

## Diffusion
Propriété du groupe Viacom, qui a investi un budget de 10 000 000 €, elle est disponible sur les bouquets Canal+ et Numericable selon « une affinité forte [...] plus important[e] que pour une chaîne généraliste comme Game One » pour Thierry Cammas.
D'abord exclusif sur Canalsat et Numericable, J-One arrive chez tous les opérateurs en 2019 et 2020.
La chaîne est diffusée en HD sur Canal+, Bouygues Telecom, SFR, Orange et Free. Cependant, la chaîne n'est pas encore disponible en HD sur la nouvelle Freebox de Free.
| Satellite/ADSL | OTT        | Câble   | ADSL/Fibre | ADSL/Fibre | ADSL/Fibre       | ADSL/Fibre  | Satellite      |
| -------------- | ---------- | ------- | ---------- | ---------- | ---------------- | ----------- | -------------- |
| Canal+         | Molotov TV | SFR     | Freebox TV | Orange     | Bouygues Telecom | SFR Réunion | Canal+ Afrique |
| 156 (HD)       | 32 (HD)    | 63 (HD) | 88 (HD/SD) | 147 (HD)   | 139 (HD)         | 171         | 58             |